# تشالنجر (لعبة فيديو)
تشالنجر أو المتحدي
(بالإنجليزية: Challenger)‏ هي لعبة فيديو من نوع أكشن ومنصات، صدرت سنه 1985،قام بتطورها ونشرها هادسن سوفت الياباني، تهدف القصة إلى البحث عن حبيبته وتخليصها من اللص الشرير صاحب الشارب الطويل.